# ميشيل نو
ميشيل نو (بالفرنسية: Michel Nau)‏ Michel Nau (1631 - 1683 م) هو مبشر يسوعي ورحالة، فرنسي.
من مؤلفاته:
- «رحلة جديدة إلى الأراضي المقدسة» Voyage nouveau de la terre sainte ، باريس سنة 1679 م.
- «الصورة الحقيقية» لكنيستين الرومانية واليونانية» Ecclesiae romaanae graecaeque vera effigies ، باريس سنة 1680 م.
- «الحالة الحاضرة للديانة المحمدية» L'Etat present de la religion mahometane ، باريس سنة 1685 م.[1]